# پیتس اسپشیال اس۱-۲
پیتس اسپشیال اس۱–۲ (به انگلیسی: Pitts_Special) یک هواگرد ملخ‌پیشین تک‌موتوره از نوع هواپیمای دوباله آکروجت  ساخت شرکت Aviat (current) است. هواگرد پیتس اسپشیال اس۱–۲ نخستین پروازش را در سپتامبر ۱۹۴۴ میلادی انجام داد.
طراح این هواگرد، Curtis Pitts بود.